# Anufrievia rolikae
Anufrievia rolikae är en insektsart som beskrevs av Irena Dworakowska 1970. Anufrievia rolikae ingår i släktet Anufrievia och familjen dvärgstritar. Inga underarter finns listade i Catalogue of Life.